# Abraham Schweizer

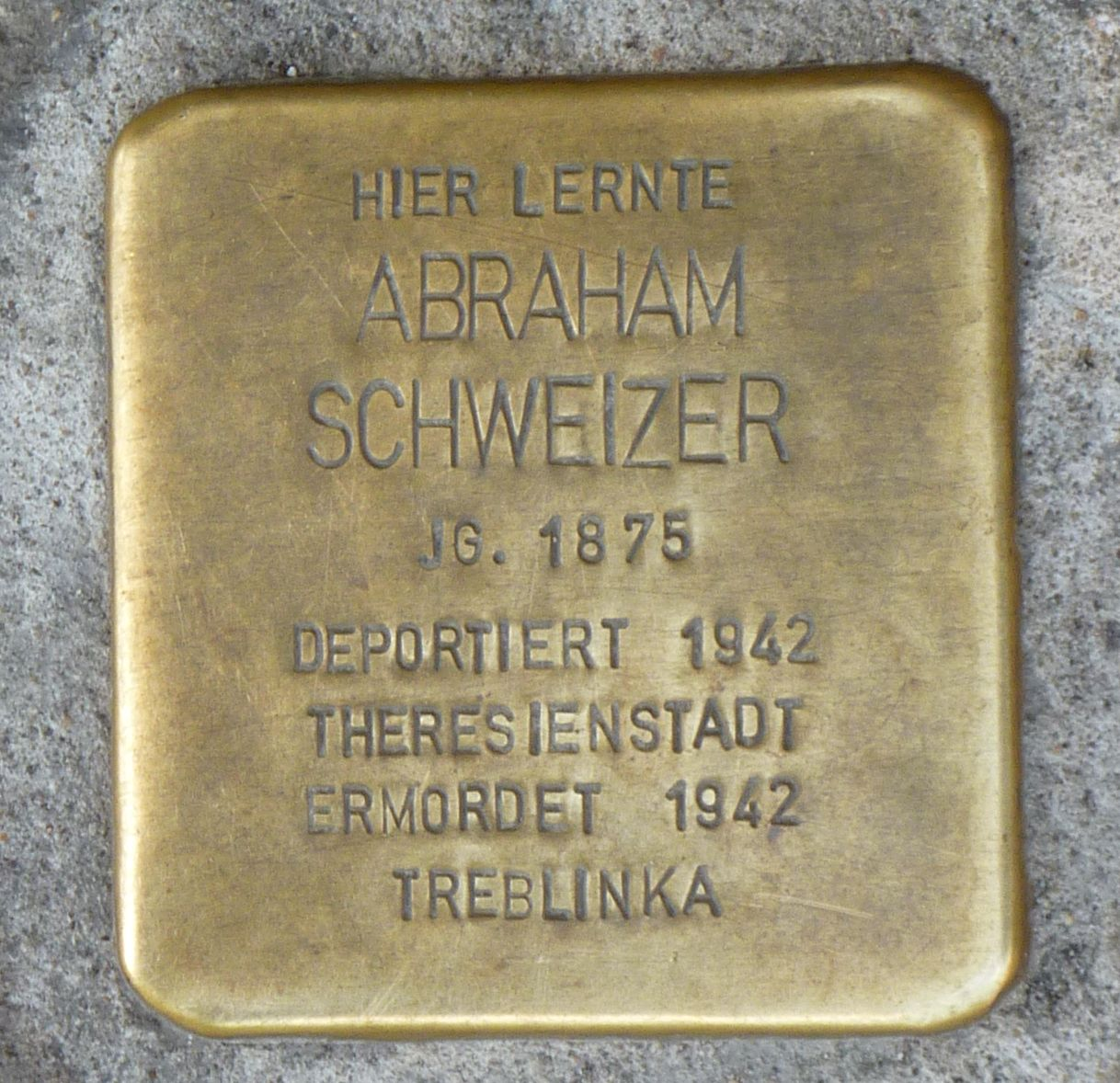
Stolperstein für Abraham Schweizer vor der ehemaligen Lateinschule in Esslingen

Abraham Schweizer (3. Februar 1875 in Schopfloch – 1942 im Vernichtungslager Treblinka) war ein deutscher Rabbiner, der lange in Horb am Neckar wirkte.

## Familie
Abraham Schweizer wurde als Sohn des Kaufmanns Joseph Schweizer und seiner Frau Jette in Schopfloch geboren. Er war verheiratet mit Zerline Schweizer, geborene Bamberger (1880–1913). Der Sohn Aron Schweizer (1909–1943) wurde in Auschwitz ermordet.

## Leben
Schweizer besuchte die Lyzeen in Schwabach und Esslingen am Neckar (das heutige Georgii-Gymnasium) und danach das Karls-Gymnasium in Stuttgart. Nach dem Abitur im Jahr 1896 studierte er an den Universitäten in Würzburg und Berlin. Im Sommer 1900 wurde er an der Eberhard Karls Universität Tübingen promoviert.
Abraham Schweizer war von 1900 bis 1913 Rabbiner des Bezirksrabbinats Weikersheim, das 1914 aufgelöst wurde. Von 1913 bis 1936 war er Rabbiner in Horb am Neckar, wo er 1936 in den Ruhestand trat. Von 1913 bis 1936 war Horb Sitz eines Rabbinats, das die jüdischen Gemeinden des Bezirks Horb (dazu Tuttlingen) und die jüdischen Gemeinden Rottweil, Reutlingen, Tübingen und Rottenburg am Neckar umfasste. Abraham Schweizer wohnte gegenüber dem Betsaal in Horb, in der Isenburger Straße 5.
Er war Vorstandsmitglied im Verein Baden-Württembergischer Rabbiner.

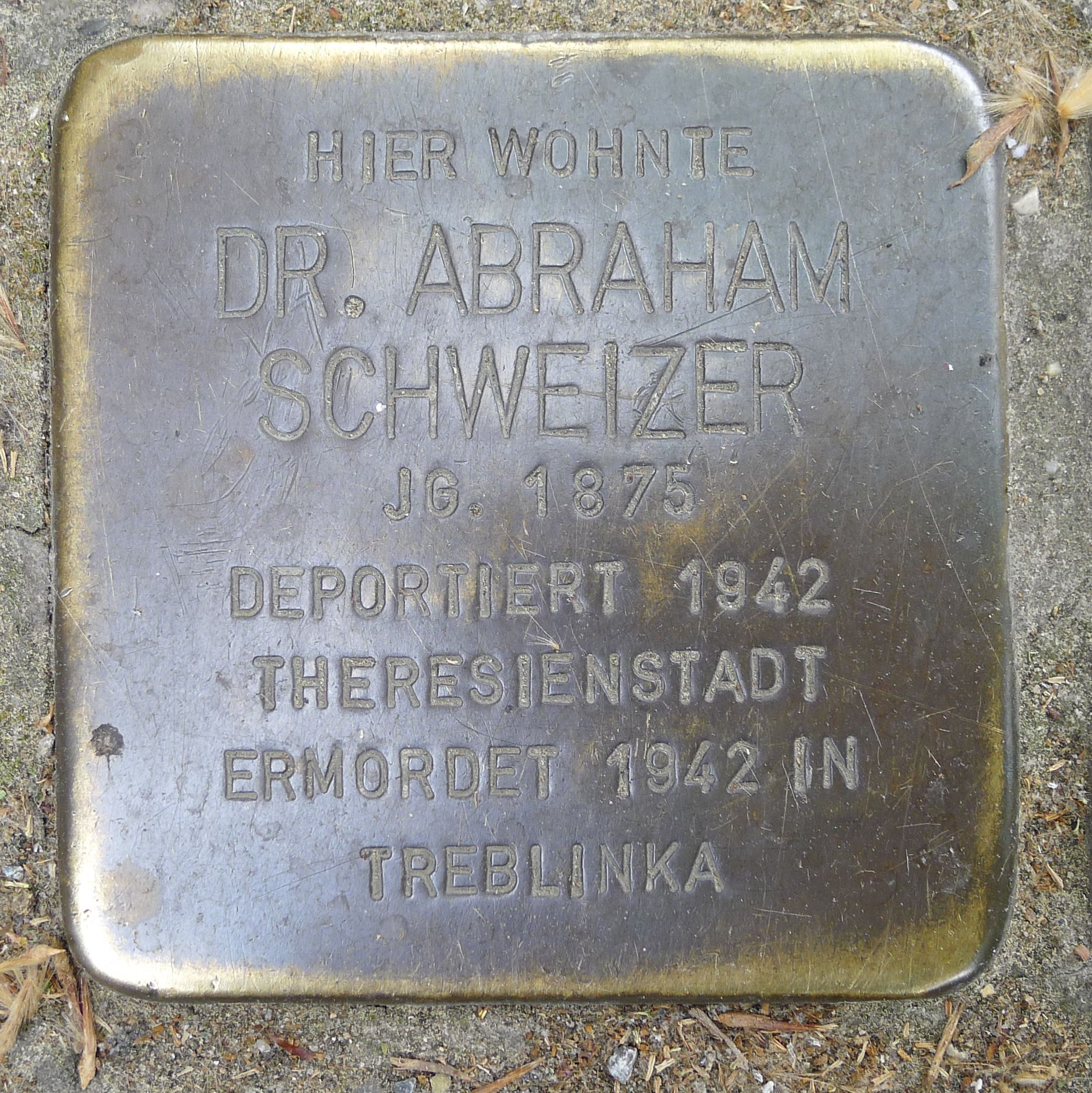
Stolperstein für Abraham Schweizer vor seinem letzten freigewählten Wohnort in der Gymnasiumstraße 23 in Stuttgart

Im Jahr 1936 zog Schweizer nach Stuttgart in die Gymnasiumstraße 23. Er wurde 1938 während der Novemberpogrome für einige Wochen in das KZ Dachau eingeliefert. Im Jahr 1941 wurde Schweizer nach Oberdorf am Ipf eingewiesen und von hier aus am 22. August 1942 nach Theresienstadt deportiert. Am 29. September 1942 wurde er nach Treblinka deportiert, wo er ermordet wurde.

## Ehrungen

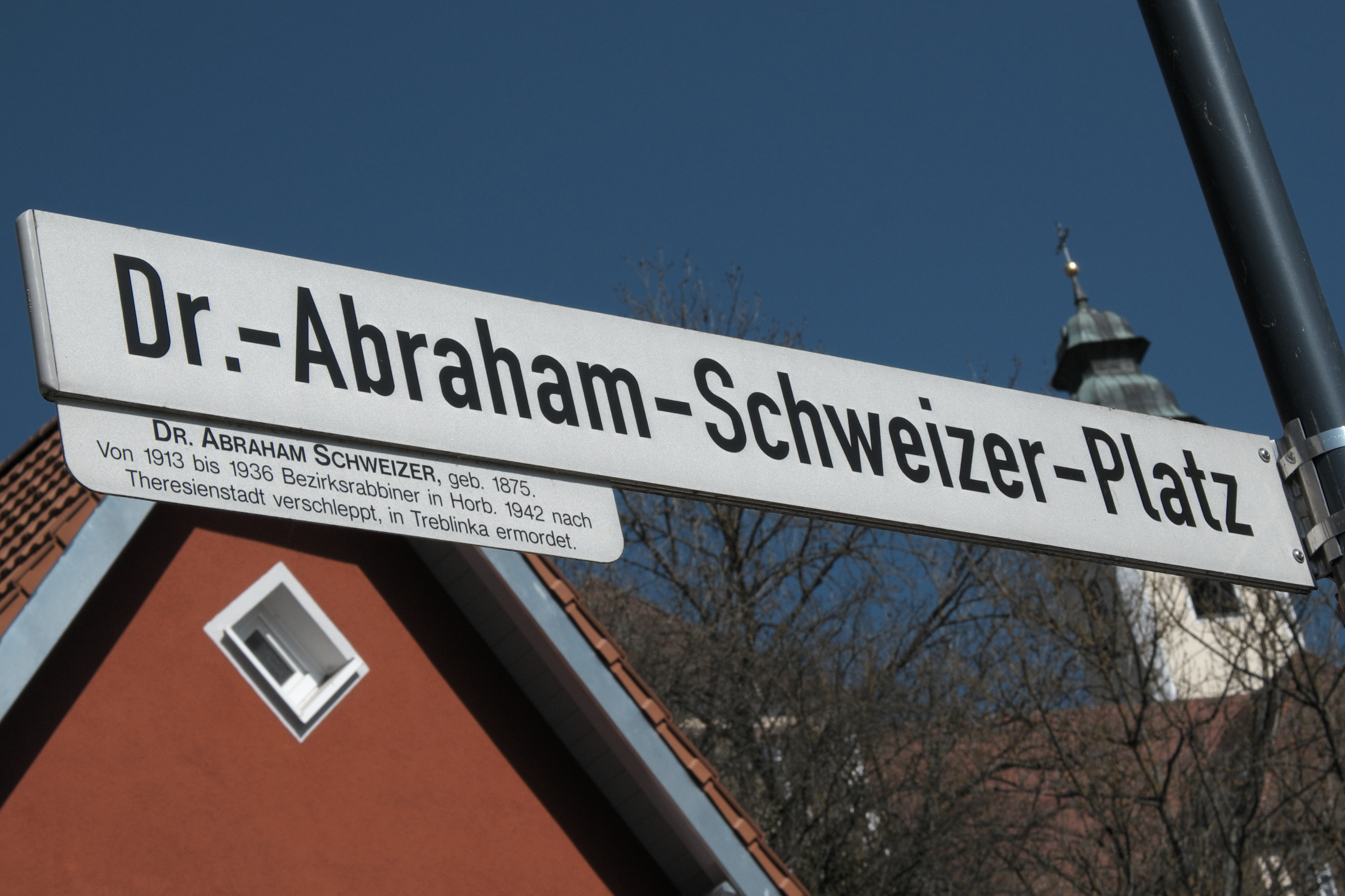
„Dr.-Abraham-Schweizer-Platz“ in Horb

- 1917 wurde er mit dem Charlottenkreuz ausgezeichnet.
- Der Platz vor dem jüdischen Betsaal in Horb wurde 2010 in „Dr.-Abraham-Schweizer-Platz“ benannt. Eine Gedenktafel soll an Abraham Schweizer erinnern.

## Werke
- Die Gründung eines alten, nun verschwundenen württ. Rabbinats. In: Württembergischer Rabbiner-Verein (Hrsg.): Festschrift zum 70. Geburtstage des Oberkirchenrats Dr. Kroner, Stuttgart. Fleischmann, Breslau 1917, S. 207–223.
- Die Israeliten in Stadt und Bezirk Horb. In: Zur Erinnerung an die 700-Jahrfeier der Stadt Horb a. N., 2.–9. Juni 1929. Christian, Horb 1929, S. 34–37.
- Die israelitische Gemeinde Nordstetten. In: Gemeindezeitung für die israelitischen Gemeinden Württembergs. Jg. 3 (1926), Nr. 2 (16.4.1926), S. 26–28 (Digitalisat), Nr. 4 (16.5.1926), S. 70f. (Digitalisat) und Nr. 5 (1.6.1926), S. 94–96 (Digitalisat).